# Cephalotes quadratus
Cephalotes quadratus är en myrart som först beskrevs av Mayr 1868.  Cephalotes quadratus ingår i släktet Cephalotes och familjen myror. Inga underarter finns listade.

## Bildgalleri

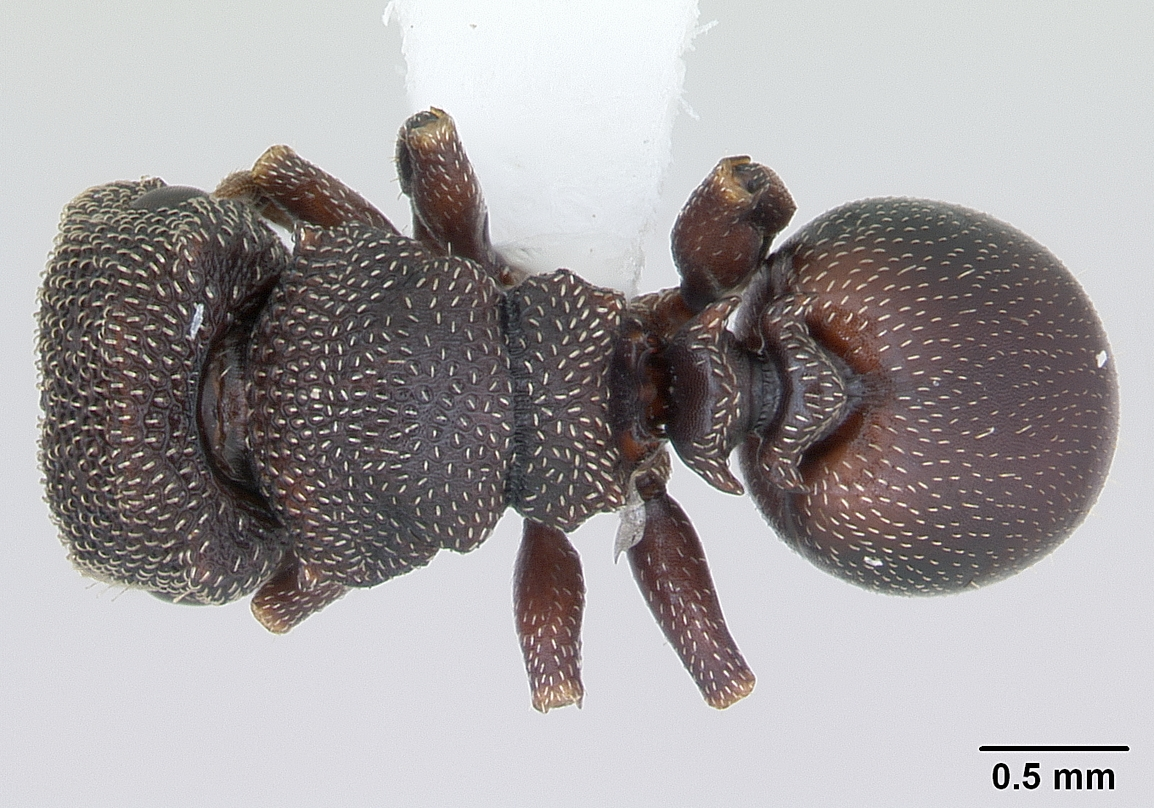
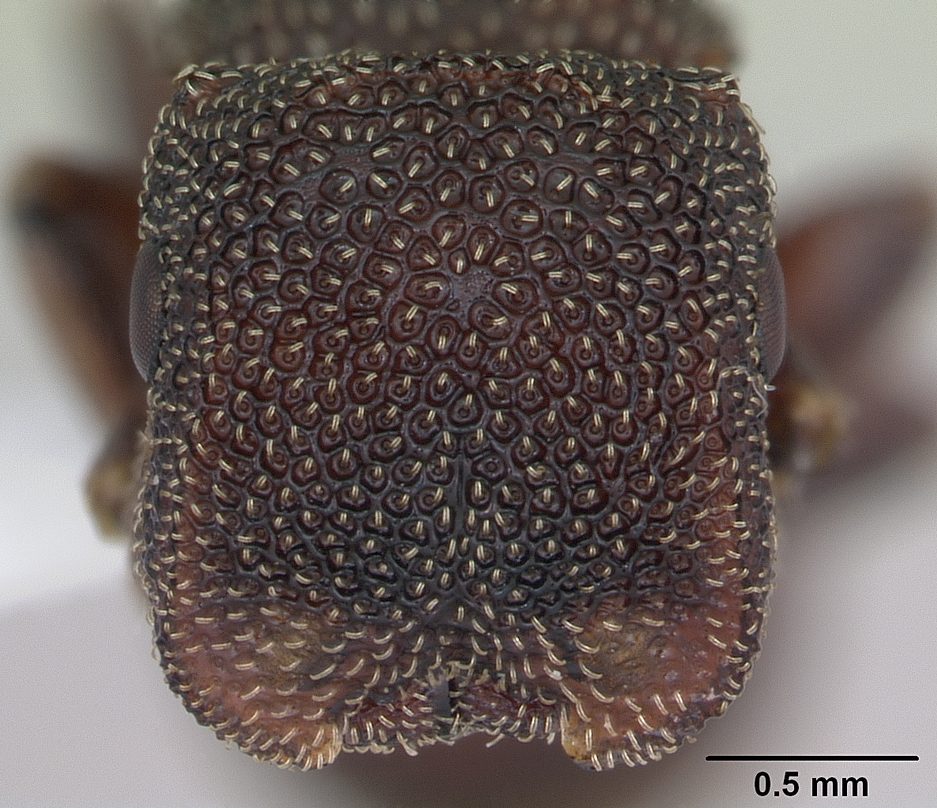
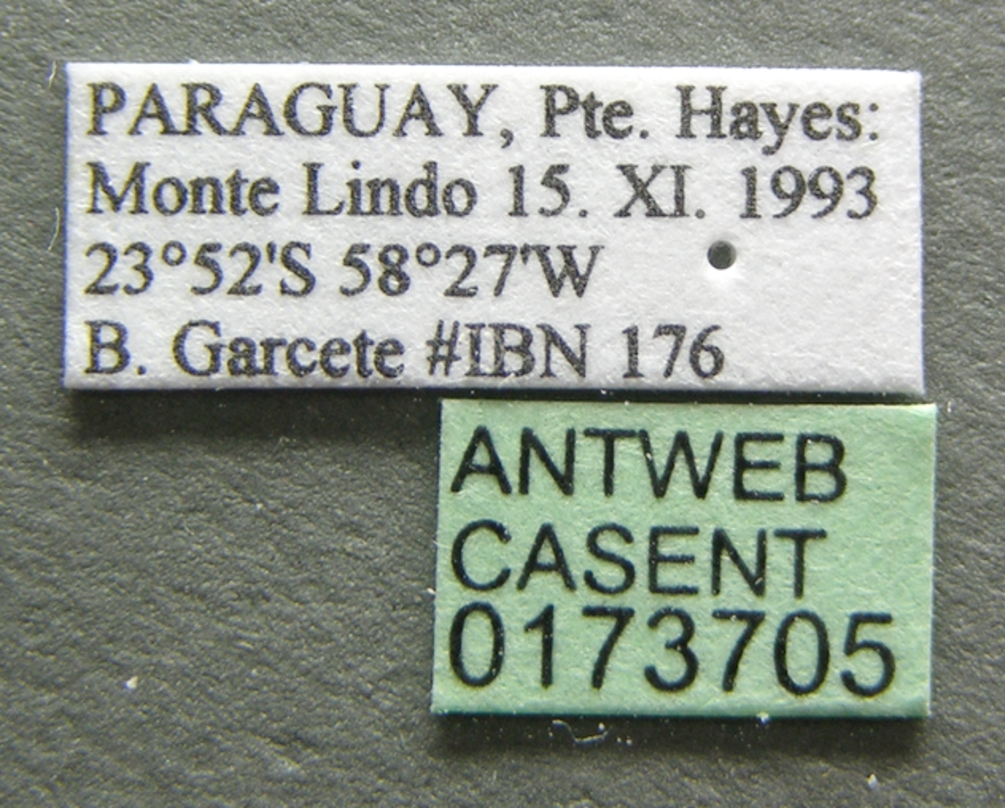
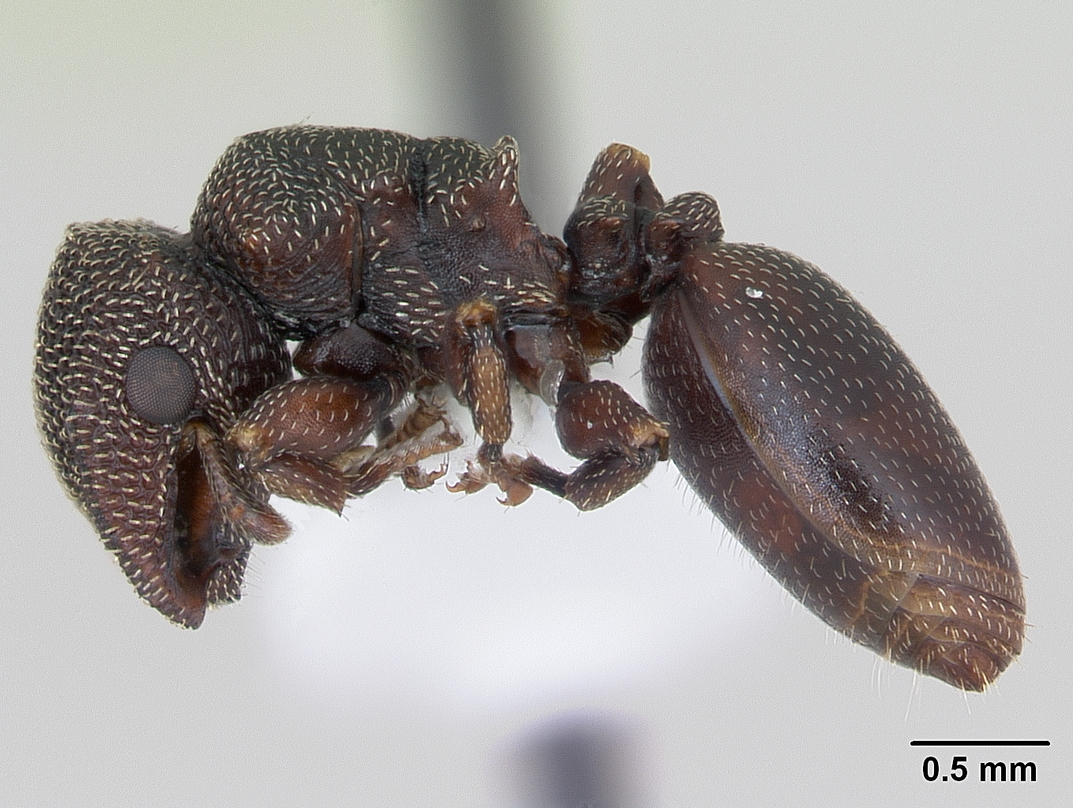
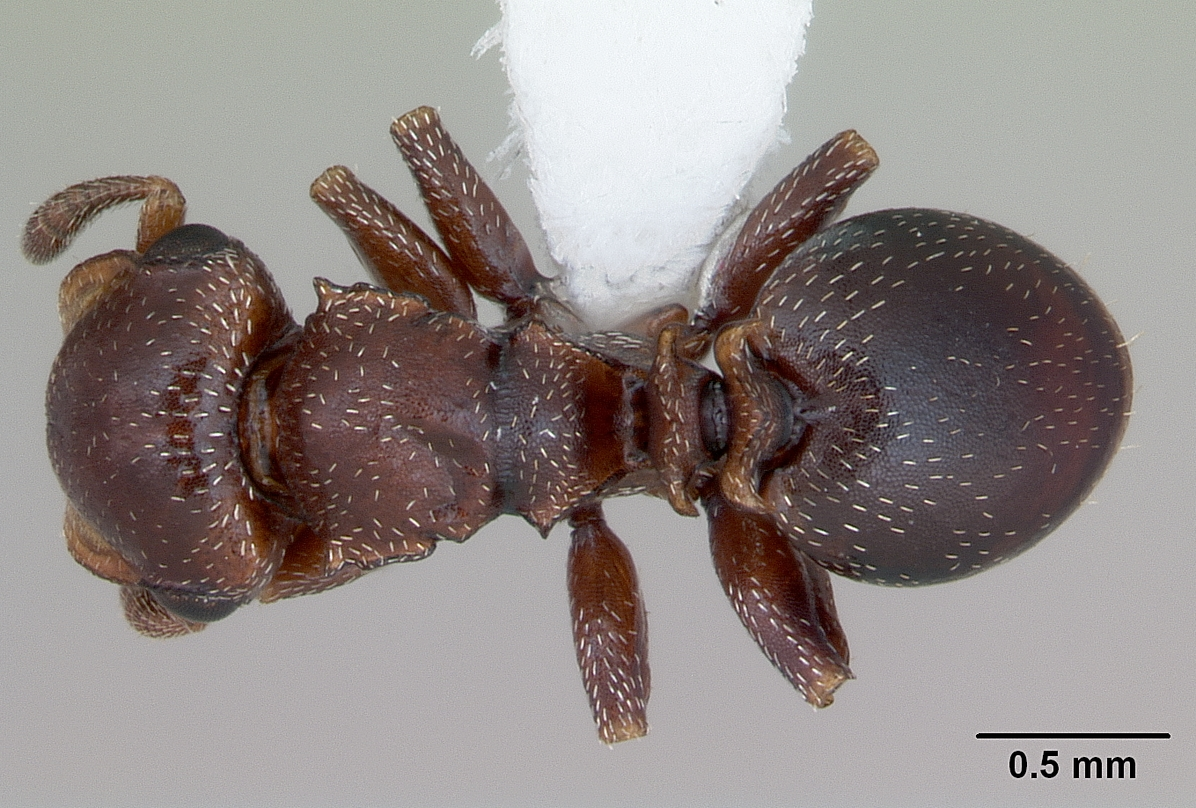
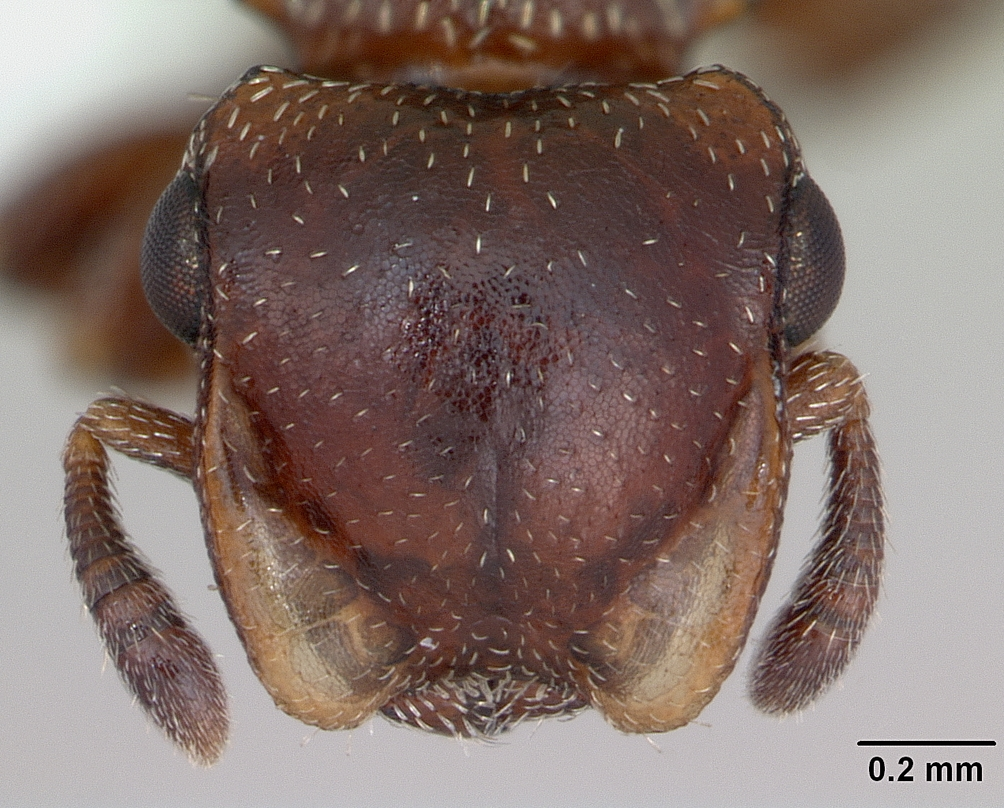